# ¡Qué grande es esto del amor!
¡Qué grande es esto del amor! es el cuarto álbum de estudio del grupo español Café Quijano. Salió a la venta en el mercado español el 4 de noviembre de 2003. El CD contiene 11 canciones originales.

## Lista de canciones
| N.º | Título                        | Duración |
| --- | ----------------------------- | -------- |
| 1   | Tequila                       | 4:20     |
| 2   | Cerrando bares                | 3:58     |
| 3   | El arte del teatro            | 4:13     |
| 4   | La duquesa                    | 4:25     |
| 5   | ¡Qué grande es esto del amor! | 4:04     |
| 6   | ¿Por qué me miente?           | 4:20     |
| 7   | Todo es mentira               | 3:45     |
| 8   | El loco triste                | 4:12     |
| 9   | Dame de esa boca              | 3:53     |
| 10  | Nadie lo entiende*            | 5:06     |
| 11  | No tienes corazón**           | 4:05     |
| 12  | Sírvame una copita            | 4:05     |

- (*) -  coros de Céline Dion
- (**) -  cantada con Joaquín Sabina

Singles:
- Dame de esa boca

- Datos: Q6172216